# 丽根·史密斯
丽根·史密斯（英語：Regan Smith，2002年2月9日—）是一名美国女子游泳运动员，主攻仰泳。她的家乡是明尼苏达州雷克维尔，所属俱乐部是激流游泳俱乐部（Riptide Swimming Club）。她在两三岁时被父母送去参加游泳课，她在八岁时开始正式的练习游泳。她的姐姐Brenna同样也从事游泳项目。丽根的父亲虽然在她刚练习游泳时并未接触过游泳，但他受女儿的影响在后来也接触游泳这个项目，成为私人教练。